# Мошка в зенице Господней
«Мошка в зенице Господней» (англ. The Mote in God's Eye) — научно-фантастический роман Ларри Нивена и Джерри Пурнелла, впервые опубликованный в 1974 году. Действие романа происходит в далёком будущем, во вселенной «СоВладение» (англ. CoDominium) Пурнелла. Оригинальное название отсылает к евангелию от Луки (6:41-42) и Матфея (7:3-5). В 1975 году номинировался на премии «Хьюго», «Небьюла» и «Локус» как лучший роман, но не выиграл ни одну из них.

## Сюжет
В книге рассказывается история контакта со сложной инопланетной цивилизацией мошкитов.
Астрономы одной из планет, примыкающей к плотной туманности, обнаружили, что звезда (которую называют Мошкой), отстоящая от планеты на тридцать световых лет, неожиданно изменила свою яркость. Исследования показали, что со стороны этой звезды идет мощный поток лазерного излучения. Однако через некоторое время когерентный свет гаснет, и о Мошке забывают.
Более чем через сто лет боевой крейсер "Макартур", находящийся в той же системе, получает приказ о перехвате странного объекта, идущего со стороны Мошки. Капитан крейсера Род Блейн блестяще выполняет задание, поместив в свой ангар капсулу пришельцев. Выясняется, что капсула больше века шла от Мошки на световом парусе, разогнанном теми самыми лазерами. В ней обнаружен мертвый пришелец, крайне непохожий на людей. Узнав о неизвестной населенной планете, Империя людей организует экспедицию в её систему. Это не потребует много времени, поскольку люди давно знают и используют гиперпространство. Их не смущает даже тот факт, что единственная прыжковая точка к Мошке находится внутри фотосферы красного гиганта: Империя использует поле Лэнгстона, которое, поглощая внешнюю энергию, даёт кораблям возможность заходить внутрь звёзд. В экспедицию отправляются крейсер "Макартур", несущий в себе группу ученых, а также линкор "Ленин" под командованием адмирала Лаврентия Кутузова.
Прибыв в систему Мошки, люди почти сразу же получают радиосигналы от местных жителей, и чуть позже в их сторону направляются космические корабли. Кутузов, переживший множество боёв, чувствует неладное: по его мыслям, люди в такой ситуации среагировали бы гораздо позже. Получается, что мошкиты превосходят людей и в умственном, и в технологическом плане. Адмирал отдает Блейну приказ: все контакты с мошкитами станет поддерживать только крейсер, который при малейшем признаке опасности будет уничтожен линкором.
Прибывшие послы мошкитов демонстрируют подчеркнутое дружелюбие по отношению к людям. С каждым человеком из контактной группы начинает плотно общаться его финч-клик - мошкита женского пола, специально подготовленная для изучения своего пришельца. Мошкиты, ничего не скрывая, рассказывают людям о своей планете. И ученые с крейсера, и даже его капитан склоняются к мысли, что мошкиты - добрая и миролюбивая раса.
Однако позже, посетив главную планету мошкитов, контактная группа тоже начинает подозревать недоброе. Дома влиятельных мошкитов скорее напоминают защищённые крепости, готовые к обороне. Раскопки вблизи города не показывают почвы: вниз слой за слоем идёт старая каменная кладка. Все межгородские пространства до отказа забиты полями и фермами. Блейн осознаёт, что популяция мошкитов невероятно стара, и существует миллионы лет. Более того, она находится на грани коллапса из-за перенаселения.
Тем временем на "Макартуре" происходит катастрофа: сбежавшая малая форма мошкитов ("Часовщики") стремительно размножается, и, считая корабль своим домом, нападает на людей, создав и/или позаимствовав лазерное оружие. Десантники Империи наносят врагу огромный урон, но не могут его остановить. Кутузов отдаёт приказ эвакуировать людей с планеты, а потом и с крейсера. Блейн, уходя с гибнущего корабля, пытается вытащить всех военных и гражданских. Трое юных стажёров, не успев уйти, садятся в спасательные шлюпки, не зная, что те перепрограммированы Часовщиками. "Ленин" открывает по занятому противником крейсеру шквальный огонь, уничтожая его вместе с захватчиками.
Стажеры в своих неуправляемых шлюпках прибывают на планету. Финч-клик, нашедшие своих людей, открывают им правду: мошкиты умирают от гормонального шока, если постоянно не заводят детей. Они не могут перестать размножаться, такова их биология. По этой причине на планете  регулярно происходят дефографические взрывы, за каждым из которых следует тотальная война за пищу и падение  в каменный век - так называемые "Циклы". Именно поэтому дома правителей так укреплены: их хозяева готовы к войне и неизбежному каменному веку. Ресурсы планеты ограничены, а уйти мошкитам некуда: они много раз открывали гипердрайв, но их корабли, не имеющие защитного поля, никогда не возвращались, перемещаясь в фотосферу звезды. Более ста лет назад один из правителей, стянувший на себя ресурсы половины планеты, запустил корабль с солнечным парусом, мечтая вырваться из закрытой системы, но, как уже знает читатель, тоже потерпел неудачу. Единственная надежда мошкитов состоит в освоении поля Лэнгстона. К стажерам одновременно обращаются несколько планетарных фракций, призывая их сдаться. Но юноши отказываются, не желая открывать мошкитам секрет, и гибнут в бою.
"Ленин" привозит мошкитских послов на территорию Империи людей. На последовавших переговорах послы лгут, убеждая людей в миролюбии и дружбе. Однако контактная группа "припирает их к стенке", по крупицам имеющейся информации "вычисляет"  правду  о "Циклах", которую узнали перед смертью стажеры. Послы признают свою ложь. Правительство Империи понимает, что мошкитов нельзя выпускать в Галактику, которую они мгновенно заполнят, вытеснив и уничтожив человечество. Не желая истреблять разумную расу, Император приказывает установить блокаду вокруг системы Мошки. Одновременно Блейн с женой и мошкитскими послами приступает к поискам средства, которое должно остановить бесконтрольное размножение мошкитов и увеличить продолжительность их жизни. Блокадный флот людей раз за разом уничтожает мошкитские корабли, вылетающие из прыжковой точки. Потом корабли перестают приходить, и люди понимают, что цивилизация Мошки опять скатилась в каменный век.
В романе, являющемся, на первый взгляд, непритязательной "космической оперой", авторы поднимают серьёзные философские проблемы.
По сути, всё повествование служит ответом на вопрос, поставленный в начале романа перед девушкой-антропологом Салли в ходе дискуссии на званом вечере:
"– Что может дать людям физическое развитие?
– Нас учили, что подобное развитие разумных существ невозможно, – сказала Сэлли. – Если возникает необходимость, цивилизация изобретает кресла на колесах, очки и слуховые аппараты. [...] Общество развивается постоянно. Естественный отбор идет до тех пор, пока вместе не соберется достаточно людей, чтобы защитить друг друга от окружающей среды. [...]
– Люди разводят лошадей, – заметил Род. – И собак.
– Верно. Но они не выводят новые виды. Никогда. Общество не может поддерживать одни и те же законы достаточно долго, чтобы в человеке произошли реальные изменения. Должны пройти миллионы лет… [...] Это… это почти недоступно для разумных существ, – сказала она. – Они не подлаживаются под окружающую среду, а изменяют ее для своих нужд. Как только вид становится разумным, его развитие прекращается.
– К сожалению, нам не с чем сравнивать, – сказал Бари."
Буквально через несколько месяцев участники дискуссии воочию наблюдают разумные ("коричневые", "посредники", "доктора")  и полуразумные ("часовщики") виды Мошки, которые в результате примерно 10 миллионов лет эволюции и селекции в условиях "запертой бутылки" (единственный гиперпространственный выход из звёздной системы Мошки ведёт в фотосферу красной звезды-гиганта) и регулярных катастроф ("Циклов")  на инстинктивном уровне приспособлены к тем или иным видам деятельности - от технического творчества до сферы коммуникаций.
Ещё одна важная проблема, обсуждаемая в романе - фатализм. Миллионы лет эволюции в "запертой бутылке", ожидание неизбежной скорой очередной катастрофы-"Цикла" привели к тому, что большинство мошкитов отрицательно относится к революционным идеям, направленным против двух "бичей" их цивилизации - бесконтрольного размножения и самой "запертой бутылки". Тех, кто пытается реализовывать такие идеи, мошкиты называют "Безумными Эдди". Соответственно, гиперпространственный двигатель именуется "двигателем Безумного Эдди", прыжковая точка в системе - "Точкой Безумного Эдди", а зонд с солнечным парусом, отправка которого привела к окончанию изоляции системы Мошки - "Зондом Безумного Эдди".
"– Где мы появились?
– Да. Вы появились в… – казалось, что мошкита ищет подходящее слово, однако, потом она отказалась от этого. – Реннер, я должна рассказать вам о существе из легенды. [...] Если позволите, мы будем называть его Безумным Эдди. Он… иногда он бывает вроде меня, а иногда бывает, как Коричневый, ученый-идиот. И всегда он совершает плохие поступки, руководствуясь высшими целями. Он делает одно и то же снова и снова, и всегда это ведет к несчастью, но он никак не научится."
"– Я думаю, мы не должны ничего скрывать, – сказала мошкита, потирающая центр своего лица. – Они чужаки. От них мы можем получить нечто, чего даже и не ожидаем. Возможно, с их помощью мы сможем разрушить древнюю структуру Циклов. [...] Мы не должны ничего скрывать! Выслушайте меня! Они идут своими путями – и решают проблемы, всегда…
Все остальные бросились на нее.
– Безумный Эдди, – задумчиво сказал Мастер. – Содержать ее со всеми удобствами. Нам еще понадобятся ее знания. Никто не должен назначаться ее финч'клик', пока рассудок ее деформирован."
В самом финале романа сказано: "Решение Безумного Эдди. А что еще осталось? Так или иначе, а Циклам конец. Безумный Эдди выиграл свою внутреннюю войну против Циклов. [...] Чарли [один из трёх послов мошкитов в Империи людей] стала Безумным Эдди. Впрочем, это мало значило теперь, к тому же это было милое и безобидное безумие – эта вера, что на все вопросы есть ответы, и ничто не лежит за пределами досягаемости сильной левой руки."

## Приём критиков
Теодор Старджон описывал «Мошку» как «одно из самых увлекательных повествований за несколько лет», пояснив, что «общий темп книги и абсолютно цельный сюжет» оправдывают все недостатки, в частности, оставшиеся без объяснения ключевые особенности придуманного общества чужаков. Терри Маклафлин, рецензент Portsmouth Times, нашёл роман «превосходной историей, рассказанной без той псевдо-психологической подоплёки, которая, кажется, испортила жанр нового научно-фантастического романа».
Брайан Олдисс и Дэвид Уингров отмечают, что в то время, как инопланетная раса предстаёт «увлекательными созданиями», «стиль и персонажи являются слабой стороной Нивена и Пурнелла».

## Продолжение
Ларри Нивен и Джерри Пурнелл в 1993 опубликовали продолжение «Хватательная рука», события этого романа происходят спустя 25 лет после контакта с цивилизацией мошкитов.
Также как продолжение вышла первая худ. книга дочери Пурнелла, Дженнифер Пурнелл — «Outies» (2010).